# National Basketball League (États-Unis)
Pour les articles homonymes, voir National Basketball League.
La National Basketball League (NBL) était une ligue professionnelle américaine de basket-ball qui a existé de 1937 à 1949. À cette date, la ligue va fusionner avec la naissante Basketball Association of America (3 ans d'existence), créant ainsi une nouvelle ligue : la National Basketball Association.

## Historique
La ligue a été créée  par trois compagnies importantes : General Electric, Firestone et Goodyear. La première saison, 13 équipes existaient déjà avant la création de la ligue. Elle se voulait de regrouper les équipes des petites villes de la région des Grands Lacs et les équipes corporatives. 
5 équipes actuelles de NBA ont leur histoire liée avec la NBL. 3 d'entre elles ont rejoint la BAA en 1948 : les Lakers de Minneapolis (désormais Lakers de Los Angeles), les Pistons de Fort Wayne (désormais Pistons de Détroit) et les Royals de Rochester (désormais Kings de Sacramento). Deux autres équipes rejoindront la BAA en 1949 : les BlackHawks de Tri-Cities (regroupant les villes de Moline, Rock Island (Illinois) et Davenport (Iowa), devenu depuis les Hawks d'Atlanta) et les Nationals de Syracuse (depuis les 76ers de Philadelphie).
Une autre équipe existe encore, le premier Champion NBL, les Akron Goodyear Wingfoots. Les Wingfoots avaient stoppé leurs activités durant la seconde Guerre Mondiale, et n'ont pas été inclus dans la fusion NBL/BAA. Il n'empêche que l'équipe a continué à participer à des compétitions, aujourd'hui elle participe à la National Alliance of Basketball Leagues.
Au total, 10 équipes de la NBL ont rejoint la BAA (et donc la NBA). En plus des Lakers, Pistons, Royals, Blackhawks et Nationals, ce sont les Packers d'Anderson, les Nuggets de Denver, les Jets d'Indianapolis, les Redskins de Sheboygan et les Hawks de Waterloo. De plus une équipe avait été créée afin de participer à la saison 1949-1950 en NBL, les Olympians d'Indianapolis, cette équipe jouera donc finalement la saison inaugurale de la NBA.

## Les finales NBL
| 1937-1938 : | Goodyear Wingfoots d'Akron  | 2-1 | All-Stars d'Oshkosh   |
| 1938-1939 : | Firestone Non-Skids d'Akron | 3-2 | All-Stars d'Oshkosh   |
| 1939-1940 : | Akron Firestone Non-Skids   | 3-2 | All-Stars d'Oshkosh   |
| 1940-1941 : | All-Stars d'Oshkosh         | 3-0 | Redskins de Sheboygan |
| 1941-1942 : | All-Stars d'Oshkosh         | 2-1 | Pistons de Fort Wayne |
| 1942-1943 : | Redskins de Sheboygan       | 2-1 | Pistons de Fort Wayne |
| 1943-1944 : | Pistons de Fort Wayne       | 3-0 | Redskins de Sheboygan |
| 1944-1945 : | Pistons de Fort Wayne       | 3-2 | Redskins de Sheboygan |
| 1945-1946 : | Royals de Rochester         | 3-0 | Redskins de Sheboygan |
| 1946-1947 : | American Gears de Chicago   | 3-2 | Royals de Rochester   |
| 1947-1948 : | Lakers de Minneapolis       | 3-1 | Royals de Rochester   |
| 1948-1949 : | Packers d'Anderson          | 3-0 | All-Stars d'Oshkosh   |

## Les équipes NBL
| - Firestone Non-Skids d'Akron (1937-1941) - Goodyear Wingfoots d'Akron (1937-1942) - Duffey Packers d'Anderson (1946-1949) - Bisons de Buffalo (1937-1938) - Bruins de Chicago (1939-1942) - Studebaker Flyers de Chicago (1942-1943) - American Gears de Chicago (1944-1947) - Comellos de Cincinnati (1937-1938) - Chase Brassmen de Cleveland (1943-1944) - Allmen Transfers de Cleveland (1944-1946) - Athletic Supply de Columbus (1938-1939) - Metropolitans de Dayton (1937-1938) - Nuggets de Denver (1948-1949) - Eagles de Détroit (1939-1941) - Gems de Détroit (1946-1947) | - Vagabond Kings de Détroit/Rens de Dayton (1948-1949) - Dow A.C.'s de Flint/Dow A.C.'s de Midland (1947-1948) - General Electrics de Fort Wayne (1937-1938) - Zollner Pistons de Fort Wayne (1941-1948) - All-Americans de Hammond Ciesar (1938-1941) - Buccaneers de Hammond Calumet (1948-1949) - Kautskys d'Indianapolis (1937-1948) - Gallagher Trojans de Kankakee (1937-1938) - Lakers de Minneapolis (1947-1948) - All-Stars d'Oshkosh (1937-1949) - Pirates de Pittsburgh (1937-1939) - Raiders de Pittsburgh (1944-1945) - King Clothiers de Richmond (1937-1938) - Royals de Rochester (1945-1948) - Redskins de Sheboygan (1938-1949) | - Nationals de Syracuse (1946-1949) - Jim White Chevrolets de Toledo (1941-1943) - Jeeps de Toledo (1946-1948) - BlackHawks de Tri-Cities (1946-1949) - Penns de Warren (1937-1938) - Penns de Warren/White Horses de Cleveland (1938-1939) - Hawks de Waterloo (1948-1949) - Ciesar All-Americans de Whiting (1937-1938) - Bears de Youngstown (1945-1947) |